# Список музеїв Каринтії (земля)
Цей список музеїв у землі Каринтія, Австрія містить музеї, визначені для цього контексту як установи (включно з некомерційними організаціями, державними установами та приватними підприємствами), які збирають і піклуються про об'єкти культурного, мистецького, наукового чи історичного інтересу та зробили свої колекції або пов'язані з ними експонати доступними для загального огляду. Також включено некомерційні художні галереї та університетські художні галереї.
| Назва                                      | Фото | Розташування              | Тип                   | Короткий опис |
| ------------------------------------------ | ---- | ------------------------- | --------------------- | --- |
| Районний музей Фельдкірхена                |      | Фельдкірхен               | Локальний             | Сайт, краєзнавство, культура, природознавство |
| Археологічний паломницький музей           |      | Глобасніц                 | Археологія            | Сайт, археологічні розкопки, проведені на горі Геммаберг і східно-готичному кладовищі |
| Археологічний парк Магдаленсберг           |      | Магдаленсберг             | Під відкритим небом   | Сайт, розкопки римських будівель і артефактів |
| Музей Ауера фон Вельсбаха                  |      | Альтгофен                 | Наука                 | Сайт, життя та відкриття вченого та винахідника Карла Ауера фон Вельсбаха, включаючає газові освітлювальні прилади, металеві лампочки розжарювання та кишенькові запальнички, а також оригінально обладнану лабораторію |
| Національний парк Високий Тауерн           |      | Мальніц                   | Природнича історія    | Сайт, природознавство Альп |
| Музей бонсай                               |      | Зеебоден                  | Мистецтво             | Сайт, мистецтво бонсай і дизайн японського саду |
| Замок Фризах                               |      | Фрізах                    | Історичний будинок    | сучасна споруда ранньосередньовічного замкового комплексу |
| Замок Соммерегг                            |      | Зеебоден                  | Історія               | Тут розташований музей середньовічних тортур |
| Музей під відкритим небом Каринтії         |      | Марія Холл                | Під відкритим небом   | Сайт, Австрійські традиційні фермерські будинки та сільські ремісничі будівлі |
| Каринтійський музей ремесел                |      | Бальдрамсдорф             | Мистецтво             | Сайт, сільські ремесла та робочі майстерні, включаючи землеробство, обробку дерева, шкіри, металу, текстилю, виготовлення їжі, будівництво                                                                              |
| Каринтійський музей сучасного мистецтва    |      | Клагенфурт-ам-Вертерзе    | Мистецтво             | Сайт |
| Музей краньської бджоли                    |      | Ферлах                    | Природнича історія    | Інформація, сезонний, бджільництво |
| Каролінгський музей Моосбург               |      | Моосбург                  | Історія               | Сайт, містить археологічні артефакти, що датуються часами династії Каролінгів |
| Кельтський світ у Frög                     |      | Розегг                    | Під відкритим небом   | Сайт, відтворені кельтські споруди |
| Музей танцю смерті                         |      | Метніц                    | Мистецтво             | Сайт, великі австрійські фрески, що показують танець смерті 15-го століття |
| Музей Ебоард                               |      | Клагенфурт-ам-Вертерзе    | Музика                | Сайт, Найбільша в Європі колекція електронних клавішних інструментів |
| Сільськогосподарський музей замку Еренталь |      | Клагенфурт-ам-Вертерзе    | Сільське господарство | Сайт, район селянського господарства від ручної праці до машинної |
| Замок Ельберштайн                          |      | Глобасніц                 | Історичний будинок    | Сайт |
| Музей Еллі Ріль                            |      | Вінклерн                  | Ляльки                | Сайт, місцева культура та життя, показані через ляльок |
| Музей Єви Фашаунерін                       |      | Гмюнд                     | Місцевий              | Інформація, історія останньої людини, яку відправили на шибеницю з Гмюнда |
| Гербовий зал у Ландхаузі                   |      | Клагенфурт-ам-Вертерзе    | Мистецтво             | Сайт, Барокові розписи гербів у колишньому палаці |
| Галерея Фрайхаусгассе                      |      | Філлах                    | Мистецтво             | Сайт, муніципальна художня галерея австрійського та міжнародного сучасного мистецтва |
| Міський музей Фризах                       |      | Фрізах                    | Місцевий              | Краєзнавство, гірництво, торгівля, культура |
| Гайльський краєзнавчий музей               |      | Марія Холл                | Місцевий              | Сайт, природнича історія, археологія, промисловість, історія, ремесла, культура |
| Гарнецій                                   |      | Радентайн                 | Гірничий              | Сайт, видобуток гранату |
| Музей Генріха Харрера                      |      | Гюттенберг                | Біографічний          | Сайт, життя та подорожі мандрівника та альпініста Генріха Гаррера, етнографічні артефакти |
| Музей ляльок Хельги Рідель                 |      | Гюттенберг                | Ляльковий             | Сайт, місцева культура та життя, показані через ляльок |
| Замок Гохостервіц                          |      | Санкт-Файт-ан-дер-Глан    | Історичний будинок    | Середньовічний замок-фортеця |
| Клагенфуртський гірничий музей             |      | Клагенфурт-ам-Вертерзе    | Гірничий              | Сайт, гірнича справа, мінерали, копалини |
| Клагенфуртська державна галерея            |      | Клагенфурт-ам-Вертерзе    | Мистецький            | Сайт |
| Музей гірничої справи Кнаппенберг          |      | Кнаппенберг               | Гірничий              | Сайт, місцевий видобуток корисних копалин, екскурсія по старій шахті |
| Музей Кощат у Клагенфурті                  |      | Клагенфурт-ам-Вертерзе    | Біографія             | Інформація, меморіал відомому каринтійському музиканту і колумністу Томасу Кошату |
| Музей млина Марії Луггау                   |      | Марія Луггау              | Млин                  | Сайт, діючі водяні млини, відкриті для огляду |
| Мільштатське абатство                      |      | Мільштат                  | Історія               | Історія колишнього абатства та місцева історія та культура |
| Міссоніхаус                                |      | Фельдкірхен               | Місцевий              | Сайт |
| Музей Карантана                            |      | Шпітталь-ан-дер-Драу      | Історія               | Сайт, ранньосередньовічна кераміка, прикраси, церковні артефакти |
| Музей гуртка Notscher                      |      | Ноч                       | Мистецтво             | Сайт, сучасне мистецтво, представлені роботи Себастьяна Ізеппа, Антона Коліга, Франца Вігеля та Антона Марінгера |
| Музей «Історама».                          |      | Ферлах                    | Транспорт             | Сайт, спадщина залізниці, музей техніки, моделі поїздів, трамваїв |
| Музей у лавантовому будинку                |      | Вольфсберг                | Місцевий              | Сайт, культура, історія, природа, люди долини Лаванту |
| Музей Ляуніг                               |      | Нейгауз                   | Мистецтво             | Сайт, сучасне мистецтво |
| Музей Святого Віта                         |      | Санкт-Файт-ан-дер-Глан    | Транспорт             | Сайт, залізниця, пошта, телекомунікації, автомобілізація, моделі поїздів, історія міста |
| Автомузей Porsche Гельмута Пфайфгофера     |      | Гмюнд                     | Транспорт             | Сайт, приватний музей автомобілів Porsche |
| Музей професора Гаррі Єшофніга             |      | Кнаппенберг               | Мистецтво             | Сайт, натуралістичні та абстрактні скульптури |
| Регіональний музей Каринтії                |      | Клагенфурт-ам-Вертерзе    | Історія               | Сайт, краєзнавство та природознавство |
| Літературний музей Роберта Музіля          |      | Клагенфурт-ам-Вертерзе    | Біографія             | Сайт, життя і творчість письменника Роберта Музіля |
| Римський музей в Теурні                    |      | Санкт-Петер-ін-Хольц      | Археологія            | Сайт, розкопане римське поселення |
| Замок Порча                                |      | Шпітталь-ан-дер-Драу      | Культура              | Включає Музей народної культури |
| Замок Розег                                |      | Розегг                    | Різний                | Включає кімнатні експозиції з восковими фігурами в натуральну величину, парк дикої природи та лабіринт |
| Страсбурзький замок                        |      | Страсбург                 | Різний                | Включає артефакти сільського життя, текстиль, люльки, змінні експонати |
| Автомузей Сеппенбавер Гастхоф              |      | Фрізах                    | Транспорт             | Сайт, Гостьовий будинок із колекцією автомобілів Porsche |
| Абатство Святого Павла в долині Лавант     |      | Санкт-Пауль-ім-Лавантталь | Мистецтво             | Бенедиктинський монастир із великими колекціями графіки, монет, сакрального мистецтва та живопису |
| Автомобільний музей Філлаха                |      | Філлах                    | Транспорт             | Сайт, автомобілі, мотоцикли, скутери, мопеди, велосипеди з двигуном |
| Музей міста Філлах                         |      | Філлах                    | Місцевий              | Сайт, краєзнавство, мистецтво, культура |
| Музей історії Фелькермаркта                |      | Фелькермаркт              | Місцевий              | Сайт |
| Композиторський капелюх Густава Малера     |      | Марія Верт                | Густав Малер          | Сайт |
| Музей Вернера Берга                        |      | Блайбург                  | Мистецтво             | Сайт, роботи місцевого художника Вернера Берга |
| Музей дерева                               |      | Гнесау                    | Мистецтво             | Сайт, художнє різьблення по дереву, інструменти для обробки дерева |